# Jussi/Bester Hauptdarsteller
Jussi: Bester Hauptdarsteller

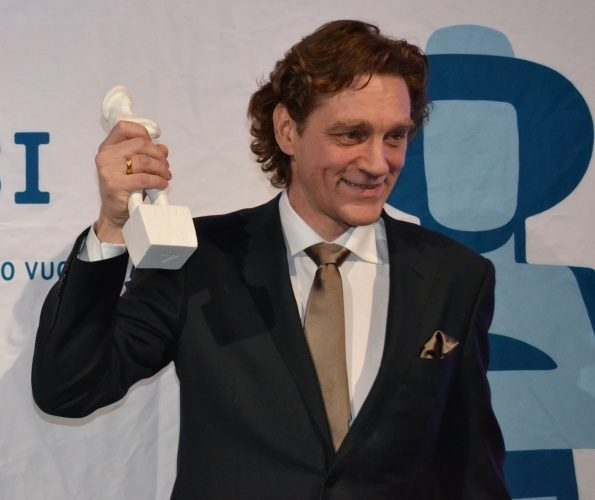
2011 erfolgreich: Ville Virtanen (Paha perhe)

Gewinner des finnischen Filmpreises Jussi in der Kategorie Bester Hauptdarsteller (Paras miespääosa), seit der ersten Verleihung im Jahr 1944. Die finnische Filmakademie Filmiaura vergibt seither alljährlich ihre Auszeichnungen für die besten Leistungen des vergangenen Kinojahres Ende Januar beziehungsweise Anfang Februar auf einer Gala in Helsinki.
Am erfolgreichsten in dieser Kategorie waren die finnischen Schauspieler Tauno Palo (1946, 1950, 1952) und Lasse Pöysti (1977, 1980, 1987), die je dreimal ausgezeichnet wurden. Auf je zwei Erfolge kamen Martti Kainulainen (1978, 1981), Tommi Korpela (2008, 2009), Hannu Lauri (1982 und 1988), Vesa-Matti Loiri (1976, 1983), Paavo Pentikäinen (1984, 1993), Joel Rinne (1944, 1963), Martti Suosalo (2000, 2002) und Rauli Tuomi (1945, 1947).

## Preisträger

### 1944–1998
| Jahr       | Preisträger          | Filmtitel                                            | Deutscher Titel                  |
| ---------- | -------------------- | ---------------------------------------------------- | -------------------------------- |
| 1944       | Joel Rinne           | Valkoiset ruusut                                     | nicht bekannt                    |
| 1945       | Rauli Tuomi          | Linnaisten vihreä kamari                             | nicht bekannt                    |
| 1946       | Tauno Palo           | Menneisyyden varjo                                   | nicht bekannt                    |
| 1947       | Rauli Tuomi          | Minä elän                                            | nicht bekannt                    |
| 1948       | Leif Wager           | Läpi usvan                                           | nicht bekannt                    |
| 1949       | Martti Katajisto     | Ihmiset suviyössä                                    | nicht bekannt                    |
| 1950       | Tauno Palo           | Härmästä poikia kymmenen Rosvo-Roope                 | nicht bekannt                    |
| 1951       | Hannes Häyrinen      | Radio tekee murron                                   | nicht bekannt                    |
| 1952       | Tauno Palo           | Omena putoaa                                         | nicht bekannt                    |
| 1953       | Kaarlo Halttunen     | Niskavuoren Heta                                     | Brot vom eigenen Land            |
| 1954       | Sakari Jurkka        | Minäkö isä!                                          | nicht bekannt                    |
| 1955       | Heimo Lepistö        | Ryysyrannan Jooseppi                                 | Jooseppi                         |
| 1956– 1958 | Preis nicht vergeben | Preis nicht vergeben                                 | Preis nicht vergeben             |
| 1959       | Holger Salin         | Punainen viiva                                       | nicht bekannt                    |
| 1960– 1961 | Preis nicht vergeben | Preis nicht vergeben                                 | Preis nicht vergeben             |
| 1962       | Helge Herala         | Kultainen vasikka                                    | nicht bekannt                    |
| 1963       | Joel Rinne           | Tähdet kertovat, komisario Palmu                     | nicht bekannt                    |
| 1964       | Matti Oravisto       | Sissit                                               | nicht bekannt                    |
| 1965       | Preis nicht vergeben | Preis nicht vergeben                                 | Preis nicht vergeben             |
| 1966       | Pekka Autiovuori     | Tunteita                                             | nicht bekannt                    |
| 1967       | Jukka Sipilä         | Käpy selän alla                                      | Tannenzapfen unter dem Rücken    |
| 1968       | Preis nicht vergeben | Preis nicht vergeben                                 | Preis nicht vergeben             |
| 1969       | Kalevi Kahra         | Täällä Pohjantähden alla                             | nicht bekannt                    |
| 1970       | Eero Melasniemi      | Kesyttömät veljekset                                 | Die Brüder                       |
| 1971       | Jussi Jurkka         | Akseli ja Elina Päämaja                              | nicht bekannt                    |
| 1972       | Mikko Niskanen       | Kahdeksan surmanluotia                               | nicht bekannt                    |
| 1973       | Preis nicht vergeben | Preis nicht vergeben                                 | Preis nicht vergeben             |
| 1974       | Aimo Saukko          | Maa on syntinen laulu                                | Die Erde ist unser sündiges Lied |
| 1975       | Preis nicht vergeben | Preis nicht vergeben                                 | Preis nicht vergeben             |
| 1976       | Vesa-Matti Loiri     | Rakastunut rampa                                     | nicht bekannt                    |
| 1976       | Antti Litja          | Mies, joka ei osannut sanoa ei                       | nicht bekannt                    |
| 1977       | Erkki Pajala         | Manillaköysi (Fernsehfilm)                           | nicht bekannt                    |
| 1977       | Lasse Pöysti         | Pyhä perhe                                           | nicht bekannt                    |
| 1977       | Vilho Siivola        | Luottamus                                            | nicht bekannt                    |
| 1978       | Martti Kainulainen   | Pakolaiset (Fernsehfilm)                             | nicht bekannt                    |
| 1978       | Toivo Mäkelä         | Aika hyvä ihmiseksi                                  | nicht bekannt                    |
| 1979       | Preis nicht vergeben | Preis nicht vergeben                                 | Preis nicht vergeben             |
| 1980       | Lasse Pöysti         | Herra Puntila ja hänen renkinsä Matti                | nicht bekannt                    |
| 1981       | Martti Kainulainen   | Kätkäläinen (Fernsehfilm)                            | nicht bekannt                    |
| 1981       | Pertti Palo          | Yö meren rannalla                                    | nicht bekannt                    |
| 1982       | Hannu Lauri          | Pedon merkki                                         | nicht bekannt                    |
| 1982       | Martti Pennanen      | Tie (Fernsehfilm)                                    | nicht bekannt                    |
| 1983       | Vesa-Matti Loiri     | Jon Ulvova mylläri Uuno Turhapuro menettää muistinsa | nicht bekannt                    |
| 1983       | Kari Väänänen        | Jon                                                  | nicht bekannt                    |
| 1984       | Paavo Pentikäinen    | Musta hurmio (Fernsehfilm)                           | nicht bekannt                    |
| 1985       | Preis nicht vergeben | Preis nicht vergeben                                 | Preis nicht vergeben             |
| 1986       | Paavo Liski          | Tuntematon sotilas                                   | nicht bekannt                    |
| 1986       | Risto Tuorila        | Tuntematon sotilas                                   | nicht bekannt                    |
| 1987       | Lasse Pöysti         | Maailman paras (Fernsehfilm)                         | nicht bekannt                    |
| 1988       | Hannu Lauri          | Jäähyväiset presidentille                            | nicht bekannt                    |
| 1989       | Kari Sorvali         | Kuutamosonaatti                                      | Muttertag II                     |
| 1990       | Taneli Mäkelä        | Talvisota                                            | nicht bekannt                    |
| 1991       | Matti Pellonpää      | Räpsy ja Dolly                                       | Räpsy und Dolly                  |
| 1992       | Silu Seppälä         | Zombie ja kummitusjuna                               | Zombie und die Geisterbahn       |
| 1993       | Paavo Pentikäinen    | Pilkkuja ja pikkuhousuja                             | nicht bekannt                    |
| 1994       | Hannu Kivioja        | Isä meidän                                           | nicht bekannt                    |
| 1995       | Juha Veijonen        | Esa ja Vesa – auringonlaskun ratsastajat             | nicht bekannt                    |
| 1996       | Preis nicht vergeben | Preis nicht vergeben                                 | Preis nicht vergeben             |
| 1997       | Jorma Tommila        | Joulubileet                                          | nicht bekannt                    |
| 1998       | Kari Heiskanen       | Lunastus                                             | Die Erlösung                     |

### Preisträger und Nominierungen ab dem Jahr 1999
1999
Pertti Koivula in Kuningasjätkä
Antti Reini in Eros ja Psykhe
Konsta Hietanen in Tommy und der Luchs (Poika ja ilves)

### 2000er
2000
Martti Suosalo in Kulkuri ja joutsen
Samuli Edelmann in Häjyt
Peter Franzén in Ambush 1941 – Spähtrupp in die Hölle (Rukajärven tie)
Kai Lehtinen in Pikkusisar
2001
Janne Reinikainen in Badding
Jorma Tommila in Bad Luck Love
Kari Väänänen in Lakeuden kutsu
2002
Martti Suosalo in Rentun ruusu
Puntti Valtonen in Emmauksen tiellä
Samuli Edelmann in Minä ja Morrison
2003
Sulevi Peltola in Haaveiden kehä
Markku Peltola in Der Mann ohne Vergangenheit (Mies vailla menneisyyttä)
Heikki Rantanen in Umur
2004
Mikko Leppilampi in Helmiä ja sikoja
Reino Nordin in Hymypoika
Petteri Summanen in Nousukausi
2005
Peter Franzén in Koirankynnen leikkaaja
Eero Aho in Juoksuhaudantie
Kari Ketonen in Pelikaanimies
2006
Hannu-Pekka Björkman in Eläville ja kuolleille
Samuli Vauramo in Das Mädchen und der Rapper (Tyttö sinä olet tähti)
Julius Lavonen in Koti-ikävä
2007
Janne Virtanen in Valkoinen kaupunki
Samuli Edelmann in Rock’n Roll Never Dies
Martti Suosalo in Kalteva torni
2008
Tommi Korpela in Miehen työ
Eero Milonoff in Ganes
Martin Bahne in Raja 1918
2009
Tommi Korpela in Putoavia enkeleitä
Kari Heiskanen in Kolme viisasta miestä
Ville Virtanen in Sauna

### 2010er
2010
Heikki Nousiainen in Postia pappi Jaakobille
Hannu-Pekka Björkman in Haarautuvan rakkauden talo
Pertti Sveholm in Väärät juuret
2011
Ville Virtanen in Paha perhe
Peter Franzén in Harjunpää ja pahan pappi
Jussi Vatanen in Helden des Polarkreises (Napapiirin sankarit)
2012
Joonas Saartamo in Hiljaisuus
Samuli Edelmann in Kotirauha
Samuli Niittymäki in Hyvä poika
2013
Eero Ritala in Kulman pojat
Samuli Edelmann in Road North – Nordwärts (Tie pohjoiseen)
Vesa-Matti Loiri in Road North – Nordwärts (Tie pohjoiseen)
2014
Eero Aho in 8-pallo
Peter Franzén in Kerron sinulle kaiken
Martti Suosalo in Isänmaallinen mies
2015
Antti Litja in Kaffee mit Milch und Stress (Mielensäpahoittaja)
Eero Ritala in Päin seinää
Kari Hietalahti in Aikuisten poika
2016
Tommi Korpela in Häiriötekijä
Jussi Vatanen in Napapiirin sankarit 2
Märt Avandi in Die Kinder des Fechters (Miekkailija)
2017
Jarkko Lahti in Der glücklichste Tag im Leben des Olli Mäki (Hymyilevä mies)
Antti Holma in Kanelia kainaloon, Tatu ja Patu!
Riku Nieminen in Kanelia kainaloon, Tatu ja Patu!
Joonas Saartamo in Jättiläinen
2018
Eero Aho in Unknown Soldier – Kampf ums Vaterland (Tuntematon sotilas)
Petteri Summanen in Yösyöttö
Sherwan Haji in Die andere Seite der Hoffnung (Toivon tuolla puolen)
Tommi Korpela in Ikitie
2019
Hannu-Pekka Björkman in Ihmisen osa
Heikki Kinnunen in Ilosia aikoja, Mielensäpahoittaja
Janne Puustinen in Die Hütte am See (A Moment in the Reeds)

### 2020er
2020
Pekka Strang in Dogs Don't Wear Pants (Koirat eivät käytä housuja)
Amir Escandari in Aurora
Matti Ristinen in Olen suomalainen
2021
Shahab Hosseini in Erster Schnee (Ensilumi)
Jussi Vatanen in Der Waldriese (Metsäjätti)
Peik Stenberg in Livet efter döden
2022
Petri Poikolainen in Sokea mies joka ei halunnut nähdä Titanicia
Omar Abdi in The Gravedigger’s Wife (Guled & Nasra)
Yuriy Borisov in Abteil Nr. 6 ( Hytti nro 6)